# برگه (میوه)

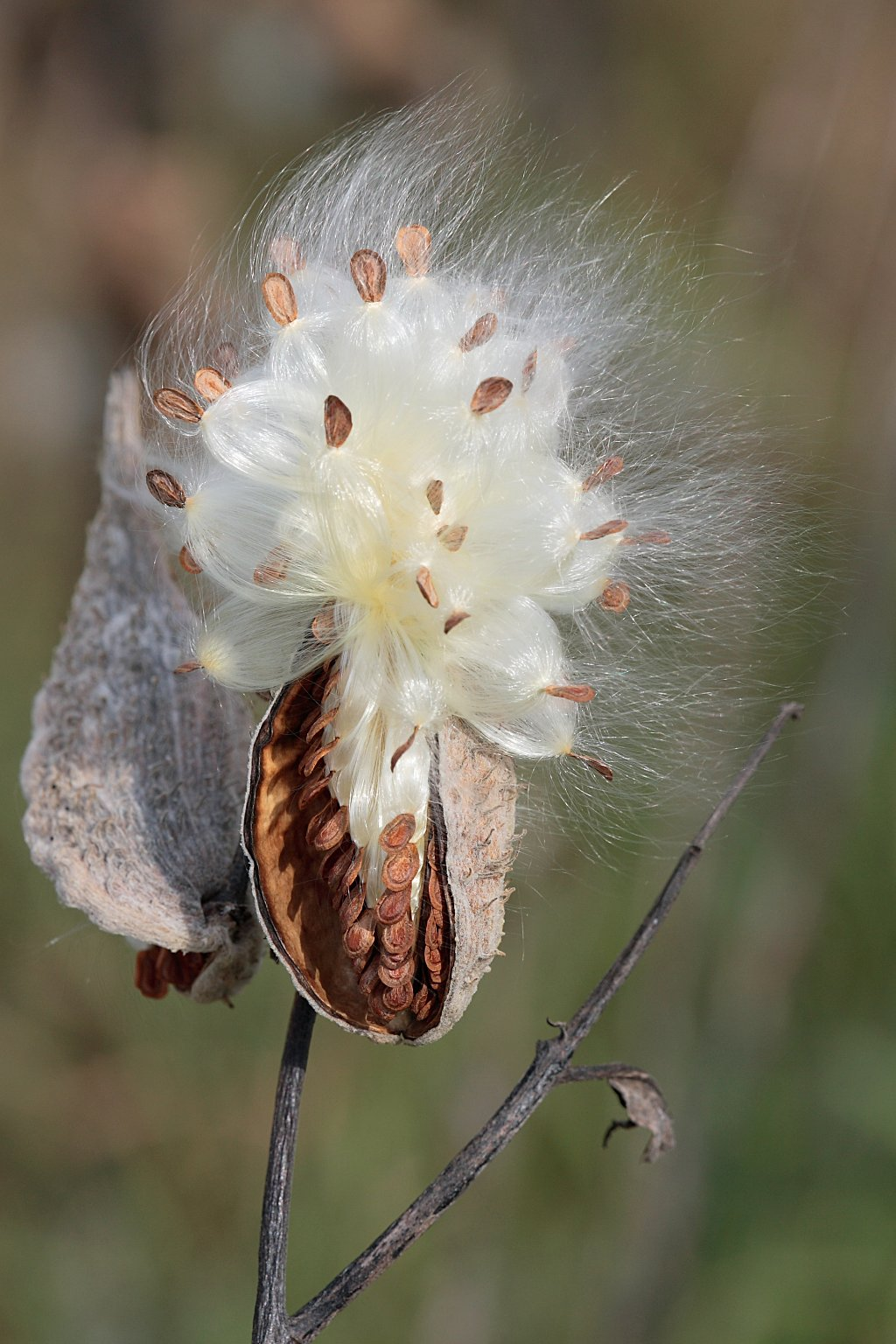

برگه (انگلیسی: Follicle) میوهٔ خشک و شکوفای پُردانه است که از یک برچه تشکیل شده است و در هنگام رسیدن تنها از یک طرف شکاف برمی‌دارد.